# 1888 في فرنسا
فيما يلي قوائم الأحداث التي وقعت خلال عام 1888 في فرنسا.

## سياسة

### تعيين في المنصب
- 1 أغسطس – جورج إرنست بوولنجر نائب فرنسي.

## ظهور
- 1 يناير – إجازة سنتين رواية من تأليف جول فيرن.

## كتب
من الكتب التي صدرت هذه السنة في فرنسا:
- 1 يناير – إجازة سنتين من تأليف جول فيرن.
- 1 يناير – حديقة التعذيب من تأليف أوكتاف ميربو.

## مواليد

### فبراير
- 20 فبراير – جورج برنانوس كاتب فرنسي.
- 25 فبراير – موريس شيليس درّاج طريق فرنسي.

### أبريل
- 2 أبريل – روجيه دوكريه مسايف فرنسي.

### مايو
- 24 مايو – ريتشارد دوفور نحات فرنسي.

### يوليو
- 14 يوليو – جاك دي لاكروتل روائي فرنسي.

### أغسطس
- 4 أغسطس – أدريان برتراند كاتب فرنسي.

### سبتمبر
- 12 سبتمبر – موريس شيفالييه
- 19 سبتمبر – بول ديشان

### أكتوبر
- 6 أكتوبر – رولان غاروس

### نوفمبر
- 9 نوفمبر – جان موني
- 16 نوفمبر – هنري بوسكو كاتب فرنسي.

### ديسمبر
- 26 ديسمبر – كانار

## وفيات

### مارس
- 15 أبريل – مارسال دوفيك (مواليد 1832)
- 16 مارس – إيبوليت كارنو (مواليد 1801)

### أبريل
- 1 أبريل – جول أميل بلانشون (مواليد 1823) عالم نبات فرنسي.
- 15 أبريل – مارسال دوفيك (مواليد 1832)

### أكتوبر
- 30 أكتوبر – فرنسوا كونييه (مواليد 1814)